# Antoni Zygmund
Antoni Zygmund (ur. 25 grudnia 1900 w Warszawie, zm. 30 maja 1992 w Chicago) – polski matematyk, przedstawiciel warszawskiej szkoły matematycznej i współtwórca chicagowskiej szkoły analizy matematycznej.

## Życiorys
Ukończył studia na Uniwersytecie Warszawskim i tam też doktoryzował się w 1923 pod kierunkiem Aleksandra Rajchmana. Wykładał m.in. na tej uczelni, w latach 1922–1929 na Politechnice Warszawskiej, a w latach 1930–1939 był profesorem Uniwersytetu Stefana Batorego w Wilnie. W 1940 wyemigrował do Stanów Zjednoczonych. Pracował w Massachusetts Institute of Technology, Mount Holyoke College (1940–1945), University of Pennsylvania (1945–1947), następnie na Uniwersytecie Chicagowskim.
Jego prace dotyczyły głównie analizy harmonicznej, funkcji analitycznych, szeregów trygonometrycznych, rachunku prawdopodobieństwa i teorii całek osobliwych.
Wraz ze swoim uczniem Alberto Calderónem stworzył chicagowską szkołę analizy matematycznej - jeden z najważniejszych w XX wieku ośrodków tego działu matematyki na świecie. Wypromował ponad 40 doktorów, zdecydowaną większość na Uniwersytecie Chicagowskim, ale pierwszych jeszcze przed wojną na Uniwersytecie Stefana Batorego. Do najbardziej znanych z nich należą Józef Marcinkiewicz, laureaci Nagrody Wolfa Alberto Calderón i Elias M. Stein oraz laureat Medalu Fieldsa Paul Cohen.
Był członkiem Towarzystwa Naukowego Warszawskiego (1930–1952), w 1961 został członkiem PAN i Amerykańskiej Akademii Nauk, od 1964 członek Akademii Argentyńskiej, od 1967 członek honorowy Londyńskiego Towarzystwa Matematycznego.
7 września 1973 Uniwersytet Mikołaja Kopernika w Toruniu przyznał mu tytuł doktora honoris causa.